# 무쓰하마촌
무쓰하마촌(일본어: 睦浜村)은 일본 시즈오카현의 서부, 오가사군에 속했던 촌이다. 현재의 가케가와시 남동부에 해당한다.

## 역사
- 1942년 6월 1일 - 미하마촌, 미쓰마타촌이 합병해 성립하였다.
- 1955년 4월 19일 - 오사카촌과 합병해, 새로운 오사카촌이 성립하였다.

## 교통

### 도로
- 국도 제150호선

## 참고문헌
- 가도카와 일본 지명 대사전 22 静岡県